# Benifairó de la Valldigna
Benifairó de la Valldigna là một đô thị ở comarca Safor cộng đồng Valencia, Tây Ban Nha. Đô thị này có diện tích 20,2 km², dân số thời điểm năm 2006 là 1683 người.